# Andrzej Pałasz
Andrzej Ferdynand Pałasz (Zabrze, 1960. július 22. –) lengyel labdarúgó-középpályás.

## Pályafutása

### Klubcsapatokban
1977-ben Lengyelországban kezdte csatárkarrierjét a Górnik Zabrze csapatában. 10 itt eltöltött év alatt háromszor nyerték meg a lengyel bajnokságot.
1987-ben a Bundesligában szereplő Hannover csapatába igazolt. 1987. augusztus 1-jén debütált, és két sikeres szezonban játszott itt. Miután a hannoveriek 1989-ben kiestek, három szezonra a törökországi Bursasporhoz igazolt. Törökországban eltöltött idő után visszatért Németországba, és még egy szezont az alsóbb ligás TSV Bayer Dormagenben játszott. 1993-ban itt fejezte be aktív labdarúgó-pályafutását. Azóta Dormagenben él. Időközben a nevét Andreas Pallasch-ra németesítette.

### A válogatottban
A válogatottban 1980. február 17-én mutatkozott be a Marokkó elleni mérkőzésen. Összesen 34 nemzetközi mérkőzést játszott a lengyel válogatottban, és részt vett az 1982-es és 1986-os világbajnokságon.

## Egyéb
A labdarúgó-pályafutása befejezése után Pałasz egy sportbárt vezet Dormagenben. Futballiskolát is üzemeltet, ahol hetente egyszer fogyatékos gyerekekkel edz egy speciális iskolában.

## Sikerei, díjai
- Lengyel bajnok (3): 1985, 1986, 1987
- Világkupa harmadik: 1982
- Kétszer vett részt világbajnokságon: 1982, 1986

## Fordítás
- Ez a szócikk részben vagy egészben  az   Andrzej Pałasz című német Wikipédia-szócikk ezen változatának fordításán alapul.  Az eredeti cikk szerkesztőit annak laptörténete sorolja fel. Ez a jelzés csupán a megfogalmazás eredetét és a szerzői jogokat jelzi, nem szolgál a cikkben szereplő információk forrásmegjelöléseként.